# А208.50 Altair
АТ А208.50 ALTAIR або Volkswagen Altair — туристичний автобус з кількістю місць від 14 до 19 категорії М2 класу В за ДСТУ UN/ECE R 52-01, виготовлений на базі суцільнометалевого Volkswagen Crafter. Базова комплектація: — 16 м'яких сидінь для пасажирів — оббивка салону — тканина — аварійно-вентиляційний люк з травмобезпечного скла — багажні полиці з обох сторін салону — поручні — підготовка для встановлення аудіосистеми — система освітлення салону — панорамні вікна — багажне відділення — до 1.2 м3 — вхідна підніжка з електроприводом. Вартість 69 990 USD.
Всього виготовлено 48 одиниць ALTAIR.

## Двигун
| Маркування двигуна | Циліндри | Об'єм    | Потужність                        | Крутний момент             | Викиди СО2        |
| ------------------ | -------- | -------- | --------------------------------- | -------------------------- | ----------------- |
| Дизельний          |          |          |                                   |                            |                   |
| BJM                | 5 в ряд  | 2461 см³ | 163 к.с. (120 кВт) при 3500 об/хв | 350 Нм при 2000 об/хв      | Євро-3 або Євро-4 |
| ?                  | 4 в ряд  | 1968 см³ | 163 к.с. (120 кВт) при 4000 об/хв | 400 Нм при 1800-2250 об/хв | ?                 |

## Модифікації
- АТ А208.50 Altair — туристичний автобус довжиною 7344 мм на 19 місць з ручним приводом відкривання дверей.
- А208.51 — туристичний автобус довжиною 7344 мм на 19 місць з електроприводом відкривання дверей.
- А208.52 — туристичний автобус довжиною 7344 мм на 19 місць з електроприводом відкривання дверей.
- А208.68 — туристичний автобус довжиною 7344 мм на 16 місць з електроприводом відкривання дверей.
- А208.53 — туристичний автобус довжиною 6944 мм на 16 місць з ручним приводом відкривання дверей.
- А208.54 — туристичний автобус довжиною 6944 мм на 16 місць з електроприводом відкривання дверей.
- А208.55 — туристичний автобус довжиною 6944 мм на 16 місць з електроприводом відкривання дверей.
- А208.56 — туристичний автобус довжиною 6944 мм на 14 місць з ручним приводом відкривання дверей.
- А208.57 — туристичний автобус довжиною 6944 мм на 14 місць з електроприводом відкривання дверей.
- АТ А208.66 Altair — туристичний автобус.
- АТ А208.69 Altair — туристичний автобус.